# Chlosyne manchada
Chlosyne manchada är en fjärilsart som beskrevs av Bauer 1960. Chlosyne manchada ingår i släktet Chlosyne och familjen praktfjärilar. Inga underarter finns listade i Catalogue of Life.